# Alain Oudot de Dainville
Alain Oudot de Dainville, né le 15 mars 1947 à Marsat (Puy-de-Dôme), est un militaire français. Amiral, il est chef d'état-major de la Marine du 15 juin 2005 au 3 février 2008, après en avoir été le major général du 1er juillet 2001 au 14 juin 2005. Il préside ensuite l'Office français d'exportation d'armement de 2008 à 2014.

## Biographie

### Origines familiales
Alain Oudot de Dainville est le fils de Michel Oudot de Dainville (1915-2001), général de brigade, et de Renée de Mullot de Villenaut. Son grand-père paternel est l'archiviste et historien Maurice Oudot de Dainville. Il est le neveu de François de Dainville, jésuite et historien, et le frère cadet de l'historienne Ségolène de Dainville-Barbiche.

### Carrière militaire
Prix d'honneur du Prytanée militaire de La Flèche, il entre à l'École navale en 1966 et choisit l'aéronautique navale.
De 1993 à 1995, il commande le porte-avions Clemenceau. En 1999, il est nommé chef de cabinet du chef d'état-major des armées. Il est Vice-amiral d'escadre en 2001, major général de la Marine en 2001, et enfin chef d'état-major de la Marine en 2005. À cette même date, il est élevé au grade d'amiral.

### Carrière dans l’industrie de l'armement
En 2008, il devient président-directeur général de la SOFRESA, société qui associe l'État et les principaux industriels de l'armement pour la commercialisation de systèmes et matériels militaires au Moyen-Orient, principalement en Arabie saoudite. Il la transforme en une société mieux contrôlée par l'État : l'ODAS.

## Publications
- Faut-il avoir peur de 2030 ?, Paris, L'Harmattan, coll. Diplomatie et stratégie, 193 p. , 2014  (ISBN 978-2-343-02916-0).
- Vol au vent marin, Paris, Ardhan, 2018.

## Décorations
- Grand officier de la Légion d'honneur en 2007[2] (commandeur en 2003[3], officier en 1997[4], chevalier en 1986).
- Grand-croix de l'ordre national du Mérite en 2021[5] (commandeur en 2000[6], officier en 1993).
- Croix de la Valeur militaire.
- Croix du combattant.
- Médaille de l'Aéronautique.
- Médaille d'Outre-Mer.
- Médaille commémorative française.

## Pour approfondir